# Marek Wolf
| Entdeckte Asteroiden: 17                                  | Entdeckte Asteroiden: 17 |
| --------------------------------------------------------- | ------------------------ |
| (8229) Kozelský1                                          | 28. Dezember 1996        |
| (10390) Lenka2                                            | 27. August 1997          |
| (10395) Jirkahorn2                                        | 23. September 1997       |
| (13390) Bouška2                                           | 18. März 1999            |
| 24858 Diethelm2                                           | 21. Januar 1996          |
| 26973 Lala2                                               | 29. September 1997       |
| (27962) 1997 SY12                                         | 23. September 1997       |
| (27963) Hartkopf2                                         | 25. September 1997       |
| (29455) 1997 SX12                                         | 23. September 1997       |
| (33040) Pavelmayer                                        | 28. September 1997       |
| (36174) 1999 SW21                                         | 23. September 1999       |
| (38271) 1999 RW352                                        | 12. September 1999       |
| (40444) Palacky2                                          | 12. September 1999       |
| (55933) 1998 FD731                                        | 30. März 1998            |
| (155432) 1997 SS21                                        | 25. September 1997       |
| (157825) 1997 RE81                                        | 12. September 1997       |
| (193870) 2001 QF1541                                      | 29. August 2001          |
| 1 zusammen mit Lenka Šarounová 2 zusammen mit Petr Pravec |                          |

Marek Wolf (* 30. Juni 1957) ist ein tschechischer Astronom.

## Leistungen
Wolf leitet das astronomische Institut der Karls-Universität Prag („Astronomický ústav, Univerzita Karlova v Praze“). Zwischen 1996 und 2001 entdeckte er zusammen mit Kollegen insgesamt 17 Asteroiden.